# Buddy Holly
Charles Hardin Holley (7. září 1936 – 3. února 1959), známější spíše pod pseudonymem Buddy Holly, byl americký kytarista, zpěvák, autor písní, jeden z průkopníků rock'n'rollu. Změna příjmení z „Holley” na „Holly” vznikla náhodou. Měl totiž podepsat připravenou smlouvu s hudebním vydavatelstvím, ale jeho jméno bylo zkomoleno na „Holly”. Pod tímto pseudonymem později budoval svoji profesionální kariéru.
Ačkoliv jeho kariéra trvala pouze rok a půl, kritik Bruce Eder se o něm vyjádřil jako o: „nejvlivnějším umělci raného rock’n’rollu”. Jeho hudební inovace byly přebírány mnoha jeho současníky. Patřili mezi ně třeba i The Beatles a Rolling Stones. Jeho hudební nápady tak hluboko zakořenily v populární hudbě. V žebříčku 100 nejlepších interpretů všech dob amerického hudebního časopisu Rolling Stone se Buddy Holly umístil na 13. místě.
Zahynul při leteckém neštěstí 3. února 1959. Na palubě s ním seděli ještě tehdejší rock’nrollové hvězdy Ritchie Valens a Jiles Perry Richardson (The Big Bopper). Tento den je známý jako „Den, kdy zemřela hudba“ (The Day the Music Died) – podle písně "American Pie" od Don McLeana.

## Diskografie

### Studiová alba
- The "Chirping" Crickets (1957)
- Buddy Holly (1958)
- That'll Be the Day (1958)